# هیروشی تتسوتو
هیروشی تتسوتو (انگلیسی: Hiroshi Tetsuto؛ زادهٔ ۲۸ سپتامبر ۱۹۸۲) بازیکن فوتبال اهل ژاپن است.
از باشگاه‌هایی که در آن بازی کرده‌است می‌توان به باشگاه فوتبال ساگان توسو و باشگاه فوتبال ماتسوموتو یاماگا اشاره کرد.